# Stellantis
Stellantis N.V. (in olandese: naamloze vennootschap, società per azioni) è una holding multinazionale con sede nei Paesi Bassi, produttrice di autoveicoli.
Nata dalla fusione tra i gruppi Fiat Chrysler Automobiles e PSA, la società ha sede legale ad Amsterdam, sede operativa a Hoofddorp e controlla quattordici marchi automobilistici: Abarth, Alfa Romeo, Chrysler, Citroën, Dodge, DS Automobiles, FIAT, Jeep, Lancia, Maserati, Opel, Peugeot, Ram Trucks e Vauxhall.
Il gruppo, che ha siti produttivi, di proprietà o in joint venture, in ventinove Paesi situati tra Europa, America, Africa e Asia, nel 2022 è risultato il 29º gruppo al mondo per fatturato nella Fortune Global 500.

## Storia

### Prima della fusione
Nel tempo ci sono stati diversi passaggi e azioni che hanno portato alla nascita del nuovo gruppo. L'ex amministratore delegato di FCA, Sergio Marchionne, prima che la FIAT completasse l’acquisizione di Chrysler avvenuta nel 2009, aveva iniziato esplorazioni circa un'ulteriore fusione con un gruppo di analoga dimensione. La morte improvvisa dello stesso nel 2018 ne ha impedito la realizzazione. Sarà il suo successore, Mike Manley, a portare a compimento questa strategia in seguito al fallito avvicinamento al gruppo Renault. Forte di precedenti collaborazioni tra Chrysler e Peugeot, Manley realizza il progetto di un'unione tra i due gruppi dell'automotive, tra loro complementari per molti aspetti.
Le due società  sono geograficamente complementari per via della capillare presenza di FCA sui mercati americani, mentre PSA ha una più forte presenza sui mercati orientali, tra cui quello cinese.
I due gruppi al 2018 vantavano rispettivamente 211 013 dipendenti PSA e 198 545 dipendenti FCA.
La storia della fusione tra Fiat Chrysler Automobiles e Groupe PSA ha inizio nell'ottobre 2019:
- il 31 ottobre 2019 viene comunicato alla stampa internazionale che i due gruppi «progettano di unire le forze per creare un leader mondiale in una nuova era della mobilità sostenibile»;[20]
- il 5 luglio 2020 viene annunciato il nome della nuova società. Si chiamerà Stellantis,[20] parola derivata dal verbo latino "stello" che significa "essere illuminato di stelle";[21][22]
- il 9 novembre 2020 viene mostrato alla stampa il nuovo logo;[20]
- nel dicembre 2020 è stato annunciato che Mike Manley guiderà le operazioni nordamericane di Stellantis, una volta completata la fusione tra FCA e PSA;[23]
- il 21 dicembre 2020 l'Antitrust dell'Unione europea ha dato ufficialmente il via libera alla fusione.[20] La Commissione europea ha approvato la fusione tra FCA e PSA subordinando questa al pieno rispetto di un pacchetto di impegni proposti dal nuovo gruppo alla commissione, affinché si realizzino alcune condizioni che riguardano la diminuzione della condizione dominante in 9 stati dell'UE circa il mercato dei piccoli veicoli commerciali leggeri.[24] Gli impegni assunti dal nuovo gruppo consistono nel produrre più furgoni per Toyota in uno stabilimento francese in joint venture;[25]
- il 24 dicembre 2020, secondo il quotidiano MF Milano Finanza, è stata costituita la Stichting Stellantis Svs, una fondazione di diritto olandese a responsabilità limitata detta stichting, che avrebbe il diritto di veto dei soci di riferimento a garanzia dell'assetto di governance stabilito negli accordi di fusione. Ciò al fine di impedire, nei confronti di Stichting Stellantis Svs, possibili scalate ostili da parte di soggetti terzi o iniziative di alcuni soci non condivise dagli altri, grazie alla sua capacità di veto nel far vendere o acquistare quote azionarie rispetto a quelle concordate dal piano di fusione tra le due società confluenti in Stellantis;[26][27][28]
- il 4 gennaio 2021 le rispettive assemblee degli azionisti approvano in streaming la fusione nelle rispettive assemblee straordinarie.[20] Le percentuali di voti favorevoli sono state di 99,8% per gli azionisti di PSA e del 99,1% per gli azionisti di FCA.[29]

### Dopo la fusione

Logo blu

- Il 16 gennaio 2021 nasce ufficialmente il gruppo Stellantis; la quotazione azionaria dei titoli del gruppo ha avuto luogo due giorni dopo, il 18 gennaio, sul mercato telematico azionario di Milano e sull'Euronext di Parigi, mentre il giorno successivo è avvenuta al New York Stock Exchange;[30]
- il 18 gennaio 2021, alla chiusura delle borse di Milano e Parigi Stellantis al suo primo giorno di quotazione, con ticker symbol "STLA",[31] a Milano ottiene un rialzo del 7,6% oltrepassando i 13,5 euro e trascinando in positivo l'indice FTSE MIB; mentre a Parigi l'aumento è stato leggermente inferiore (+6,9%);[32]
- il 19 gennaio 2021 viene comunicato il top executive team internazionale di Stellantis, Mike Manley è il responsabile delle operazioni per le Americhe.[33]
- il 13 febbraio 2021, Mopar Insiders ha dato notizia d'aver contattato i responsabili della comunicazione di Stellantis, il cui portavoce avrebbe confermato che tutti gli elementi chiave del gruppo di ingegneri SRT sono stati integrati nell'organizzazione ingegneristica globale di Stellantis; in tal modo viene sancita la chiusura della divisione SRT.[34][35]

## Identità aziendale
Il logo societario è di colore blu e ha sostituito i marchi di PSA e FCA a livello aziendale.
Secondo quanto espresso dai suoi creatori, il logo interpreterebbe «la rappresentazione visiva dello spirito di ottimismo, energia e rinnovamento di un'azienda diversificata e innovativa, determinata a diventare uno dei nuovi leader della prossima era della mobilità sostenibile».
La caratteristica peculiare di questo logo riguarda le forme circolari che circondano il sesto grafema, la vocale "A" (stilizzata con due linee oblique), con l'intento di rappresentare stilisticamente delle stelle cadenti, in riferimento al significato del nome Stellantis; il termine deriva infatti dal verbo latino stello, che significa «essere illuminato di stelle» oppure «brillare/scintillare di stelle», da cui stellantis, «scintillante di stelle» (e non «pieno di stelle», ossia stellatus).
(Virgilio, Eneide VII, 209-211)
La scelta di una parola latina nasce dall'esigenza di interpretare l'antica storia dei marchi presenti nel gruppo; le stelle hanno, inoltre, la funzione di mostrare le molte eccellenze aziendali. Un'agenzia internazionale di naming spiega che le stelle hanno lo scopo di trasmettere sia il significato di sognare che quello di eccellere, significati insiti nel progetto aziendale del gruppo.
Il nome Stellantis, simbolicamente composto da un numero pari di caratteri, di cui sette consonanti e tre vocali, è stato scelto dall'agenzia francese Publicis in collaborazione con l'agenzia Nomen nel dicembre 2019, dopo una verifica sulla disponibilità della parola (e che questa fosse libera da vincoli di registrazione) e l'accettazione linguistica, al fine di evitare indesiderate interpretazioni offensive o politicamente orientate in una qualsiasi lingua conosciuta. Inoltre, è stato verificato che stellantis fosse una parola neutra dal punto di vista geografico, cioè senza significati diversi in base alle inflessioni linguistiche; anche nel mondo orientale/asiatico, dove la parola non assume alcun significato noto, né in cinese né in giapponese.

## Attività e presenza nel mondo

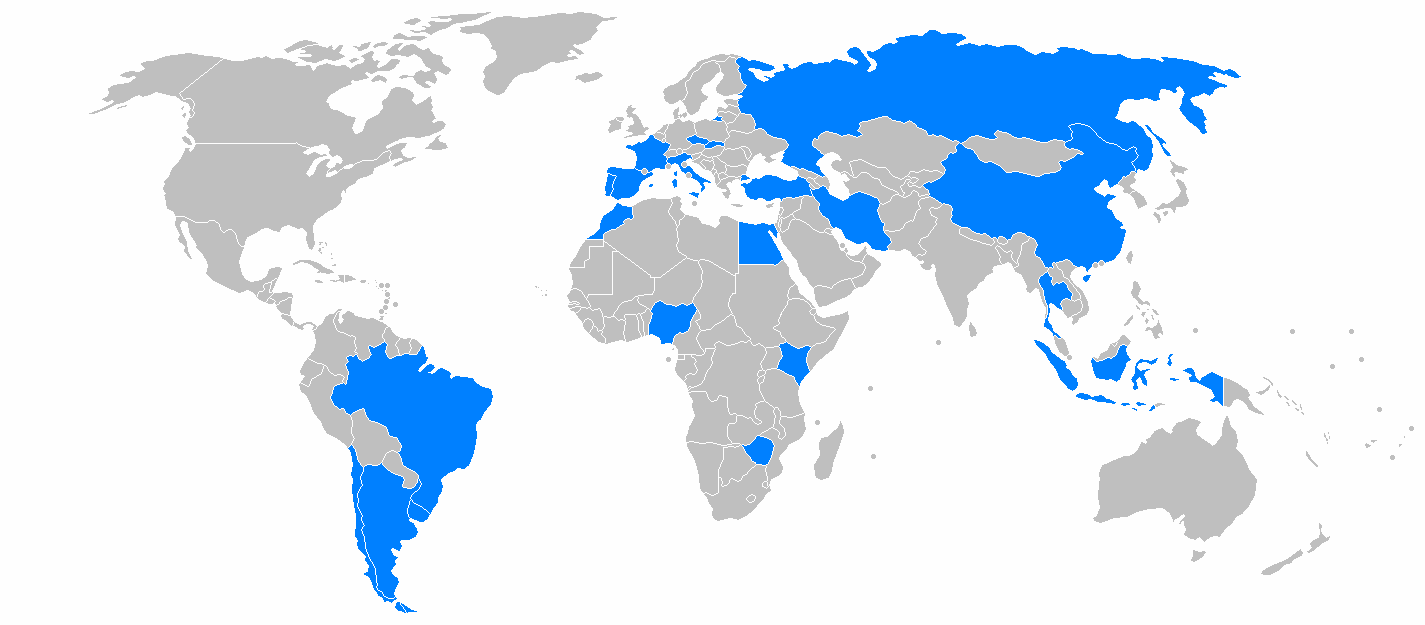
Stabilimenti mondiali di PSA Group nel 2008

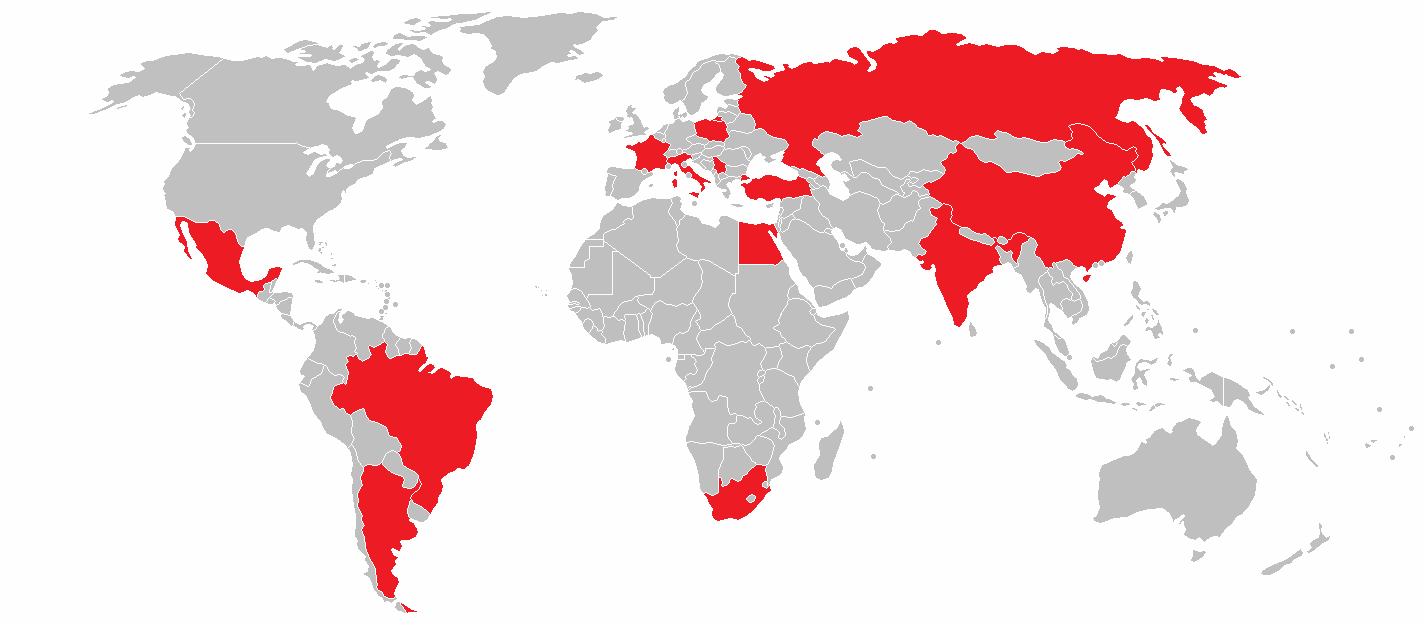
Stabilimenti mondiali di Fiat Group nel 2008

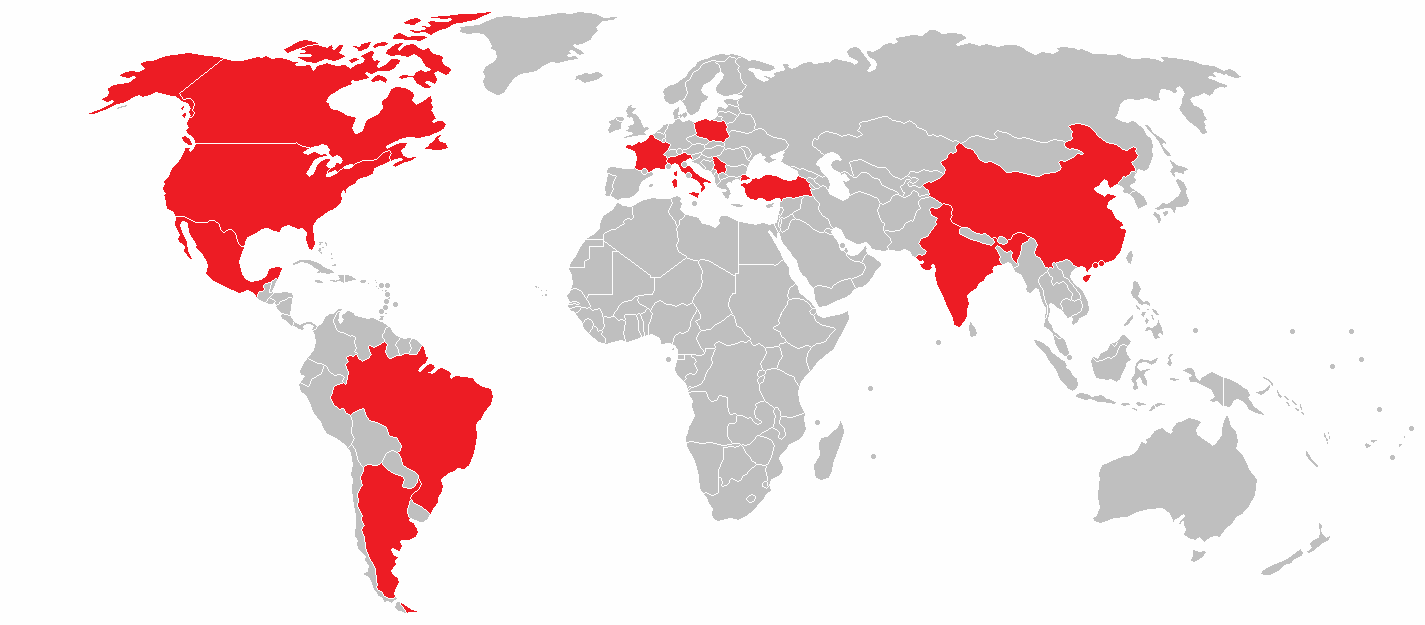
Stabilimenti mondiali di Fiat Chrysler Automobiles nel 2014

Stellantis diventa una multinazionale con 400 000 dipendenti. Mike Manley ha dichiarato che «il 40% delle sinergie verrà generato dalla condivisione di piattaforme e sistemi di propulsione, dall'ottimizzazione degli investimenti in R&S e dal miglioramento dei processi di produzione, il 35% da risparmi negli acquisti mentre il 7% arriverà da risparmi sul fronte delle spese amministrative e generali».
Il gruppo, secondo The Wall Street Journal, è il terzo produttore di auto al mondo per vendite, secondo gli ultimi dati del 2019; secondo dati di vendita più aggiornati il gruppo è il sesto nella classifica mondiale dei produttori di autoveicoli: ciò a causa della crisi di vendite in Europa per via della pandemia di COVID-19 e del relativo sviluppo delle vendite in Cina dove il gruppo è più debole della concorrenza.
Stellantis si compone di quattordici marchi automobilistici:
| Holding         | Marchio           | Anno di fondazione | Segmento                      | Amministratore delegato |
| --------------- | ----------------- | ------------------ | ----------------------------- | ----------------------- |
| Stellantis N.V. | Abarth            | 1949               | Performance                   | Olivier François        |
| Stellantis N.V. | Alfa Romeo        | 1910               | Premium sports car            | Santo Ficili            |
| Stellantis N.V. | FIAT              | 1899               | Generalista e utilitarie      | Olivier François        |
| Stellantis N.V. | Fiat Professional | 1974               | Veicoli commerciali           | Olivier François        |
| Stellantis N.V. | Lancia            | 1906               | Premium                       | Luca Napolitano         |
| Stellantis N.V. | Maserati          | 1914               | Lusso                         | Santo Ficili            |
| Stellantis N.V. | Chrysler          | 1925               | Generalista                   | Christine Feuell        |
| Stellantis N.V. | Dodge             | 1914               | Generalista e performance     | Timothy Kuniskis        |
| Stellantis N.V. | Jeep              | 1941               | SUV e fuoristrada             | Antonio Filosa          |
| Stellantis N.V. | Ram Trucks        | 2009               | Pick-up e veicoli commerciali | Mike Koval Jr.          |
| Stellantis N.V. | Peugeot           | 1896               | Generalista e utilitarie      | Linda Jackson           |
| Stellantis N.V. | Citroën           | 1919               | Generalista e utilitarie      | Vincent Cobée           |
| Stellantis N.V. | DS Automobiles    | 2014               | Premium                       | Béatrice Foucher        |
| Stellantis N.V. | Opel              | 1862               | Generalista e utilitarie      | Florian Huettl          |
| Stellantis N.V. | Vauxhall          | 1903               | Generalista e utilitarie      | Florian Huettl          |

| Holding         | Divisione                                                                 | Anno di fondazione | Settore                                                         | Prodotti                                                                                           | Note                                                                                   |
| --------------- | ------------------------------------------------------------------------- | ------------------ | --------------------------------------------------------------- | -------------------------------------------------------------------------------------------------- | -------------------------------------------------------------------------------------- |
| Stellantis N.V. | CRF - Centri Ricerca Fiat di Orbassano, Torino, Trento, Foggia, Valenzano | 1978               | Centro di ricerca, sviluppo, aerodinamica, sicurezza, emissioni | Progettazione, ricerca, sviluppo, prototipizzazione, industrializzazione e test di sicurezza       | Direttore Roberto Fedeli                                                               |
| Stellantis N.V. | Centro ricerche PSA di Sochaux                                            | 1912               | Centro di ricerca                                               | Sviluppo e collaudi                                                                                | Sviluppo piattaforma 2                                                                 |
| Stellantis N.V. | Centro ricerche PSA di Vélizy                                             | 1966               | Centro di ricerca                                               | Automotive design network                                                                          | Sviluppo piattaforme 1 e 3                                                             |
| Stellantis N.V. | Centro ricerche PSA di Carrières-sous-Poissy                              | 1970               | Centro di ricerca                                               | Ricerca e sviluppo                                                                                 |                                                                                        |
| Stellantis N.V. | Centro Sperimentale Balocco                                               | 1962               | Centro studi                                                    | Test, sviluppo, collaudi e omologazioni                                                            | ex Alfa Romeo                                                                          |
| Stellantis N.V. | Centro Stile di Torino                                                    | 1958               | Progettazione di automobili                                     | Stile, progettazione e industrializzazione per i marchi Fiat, Alfa Romeo, Abarth, Lancia, Maserati | ex Centro stile Fiat (Centro stile FCA) noto come "officine 83"                        |
| Stellantis N.V. | Centro Storico Fiat                                                       | 1963               | Archivio aziendale                                              | Trasporti, Design, Pubblicità, Industria, Tecnologia                                               |                                                                                        |
| Stellantis N.V. | Centro tecnico PSA di Belchamp                                            |                    | Centro studi                                                    | Collaudi                                                                                           |                                                                                        |
| Stellantis N.V. | Centro tecnico PSA di La Ferté-Vidame                                     |                    | Centro studi                                                    | Collaudi                                                                                           |                                                                                        |
| Stellantis N.V. | Centro internazionale di sviluppo tecnico di Rüsselsheim                  |                    | Centro studi                                                    | Collaudi                                                                                           | [ 51 ] [ 52 ]                                                                          |
| Stellantis N.V. | Centro tecnico di Pernambuco                                              |                    | Centro studi                                                    | Collaudi                                                                                           |                                                                                        |
| Stellantis N.V. | Centro tecnico di Auburn Hills (Michigan)                                 |                    | Centro studi                                                    | Collaudi                                                                                           |                                                                                        |
| Stellantis N.V. | Centro tecnico PSA di Shanghai                                            |                    | Centro studi                                                    | Collaudi                                                                                           |                                                                                        |
| Stellantis N.V. | Centro tecnico di Bengaluru e Hyderabad                                   |                    | Centro studi                                                    | Collaudi                                                                                           |                                                                                        |
| Stellantis N.V. | Centro tecnico di Torino                                                  |                    | Centro studi                                                    | Collaudi                                                                                           |                                                                                        |
| Stellantis N.V. | Comau                                                                     | 1973               | Soluzioni/servizi produzione                                    | Macchine utensili-robot                                                                            | Amministratore Delegato Pietro Gorlier                                                 |
| Stellantis N.V. | Elasis                                                                    | 1988               | Soluzioni/servizi                                               | Coordinamento e servizi per l'ingegneria                                                           | Della Elasis è rimasto solo il centro di coordinamento di pomigliano                   |
| Stellantis N.V. | FCA Heritage Hub                                                          | 1988               | Salvaguardia del patrimonio storico                             | Riparazioni, certificazioni ed esposizione                                                         | Dipartimento che valorizza il patrimonio storico di Alfa Romeo, Fiat, Lancia e Abarth. |
| Stellantis N.V. | FCA Foundation                                                            | 1988               | Fondazione                                                      | Raccolta fondi per opere di ricerca scientifica                                                    |                                                                                        |
| Stellantis N.V. | FCA Item                                                                  | 2009               | Information Technology                                          | Soluzioni IT, Sviluppo software                                                                    |                                                                                        |
| Stellantis N.V. | Free2Move                                                                 |                    | Servizi di noleggio a lungo termine                             | Car sharing                                                                                        | Direttrice Brigitte Courtehoux                                                         |
| Stellantis N.V. | Leasys                                                                    | 2001               | Servizi finanziari                                              | | Direttore Giacomo Carelli                                                              |
| Stellantis N.V. | Mopar                                                                     | 1973               | Settore auto                                                    | Componenti auto                                                                                    |                                                                                        |
| Stellantis N.V. | Museo storico Alfa Romeo                                                  | 1976               | Spazio espositivo                                               | Museo                                                                                              | Tramite Alfa Romeo SpA                                                                 |
| Stellantis N.V. | PCMA                                                                      | 2008               | Metalmeccanica                                                  | Componenti auto plastica                                                                           |                                                                                        |
| Stellantis N.V. | Sevel Sud                                                                 | 1978               | Autoveicoli                                                     | Veicoli commerciali leggeri                                                                        | Sevel Nord non esiste più                                                              |
| Stellantis N.V. | Sisport                                                                   | 1922               | Società polisportiva                                            | Multidisciplina                                                                                    |                                                                                        |
| Stellantis N.V. | Teksid                                                                    | 1978               | Siderurgia                                                      | Componenti auto                                                                                    |                                                                                        |
| Stellantis N.V. | VM Motori                                                                 | 1947               | Motoristica                                                     | Motori diesel                                                                                      |                                                                                        |
| Stellantis N.V. | Tofaş                                                                     | 1969               | Autoveicoli                                                     | Autovetture e veicoli commerciali leggeri                                                          | FCA Italy controlla il 37,8% delle azioni                                              |

## Siti produttivi
Stellantis ha a disposizione stabilimenti in ventinove paesi del mondo, con più di cinquanta impianti di proprietà e in joint venture tra Fiat Chrysler Automobiles e Groupe PSA.
Le capacità produttive di Stellantis sono diverse a seconda del gruppo di provenienza: in Europa gli stabilimenti FCA funzionano in media al 55% della capacità e quelli PSA al 68%, mentre in Nord America quelli FCA funzionano in media al 75%, secondo quanto affermato da un analista di una società di ricerche in ambito automobilistico (LMC Automotive Ltd).
| Veicoli | Motori e componentistica |
| --- | --- |
| Orano Córdobaa · El Palomarb Betima · Goianaa · Porto Realb Bramptona · Windsora Changsha1a · Guanzhou1a · Shenzhen2b · Wuhan3b Hordainb · Mulhouseb · Poissyb · Rennesb · Sochauxb Eisenachb · Rüsselsheimb Ranjangaon4a · Tiruvallurb Cassinoa · Melfia · Modena5a · Pomigliano d'Arco-Acerraa · Torinoa · Val di Sangro-Atessa6 Kenitrab Saltilloa · Tolucaa Kaduna7b Gliwiceb · Tychya Mangualdeb Ellesmere Portb · Lutonb Kaluga8b Kragujevac9a Trnavab Madridb · Saragozzab · Vigob Belviderea · Detroit (Jefferson Northa · Mack Avenuea) · Sterling Heightsa · Toledoa · Warrena Bursa (Karsan10b · Tofaş11a) Legenda: a. ex Fiat Chrysler Automobiles b. ex Groupe PSA 1. Joint venture 50-50 con Guangzhou Automobile Group 2. Joint venture con Chang'an Motors 3. Joint venture con Dongfeng Motor Corporation che possiede il 14% del capitale di PSA 4. Joint venture 50-50 con Tata Motors 5. Maserati S.p.A. 100% FCA N.V. 6. Joint venture 50-50 FCA con PSA 7. Joint venture con Peugeot Automobiles Nigeria, di cui PSA possiede il 3,43% del capitale 8. Joint venture 70-30 con Mitsubishi 9. Joint venture 67-33 con il governo serbo 10. Joint venture PSA con Karsan 11. Joint venture 38-38 FCA con Koç Holding | Jeppener1b Sete Lagoas2a · Porto Real3b Xiangyang5b Caen5b · Metz6b · Mulhouse3b · Saint-Ouen-sur-Seine7b · Sochaux3b · Trémery8b · Valenciennes9b Cento10a · Mirafiori11a · Pratola Serra12a · Termoli13a 15 · Verrone11a · Rivalta di Torino14 Bielsko-Biała10a Legenda: a. ex Fiat Chrysler Automobiles b. ex Groupe PSA 1. Parti di motori e sospensioni 2. Stabilimento IVECO 3. Assemblaggi 4. Motori e ingranaggi 5. Trasmissioni e collegamenti a terra 6. Cambi e ingranaggi 7. Stampaggi, produzione di parti prototipo, progettazione e produzione di utensili per stampaggio e assemblaggio di parti 8. Motori diesel e benzina 9. Cambi 10. Motori diesel 11. Trasmissioni e cambi 12. Motori modulari 13. Motori benzina 14. Ricambi Mopar 15. Batterie |

## Struttura societaria

### Consiglio di amministrazione

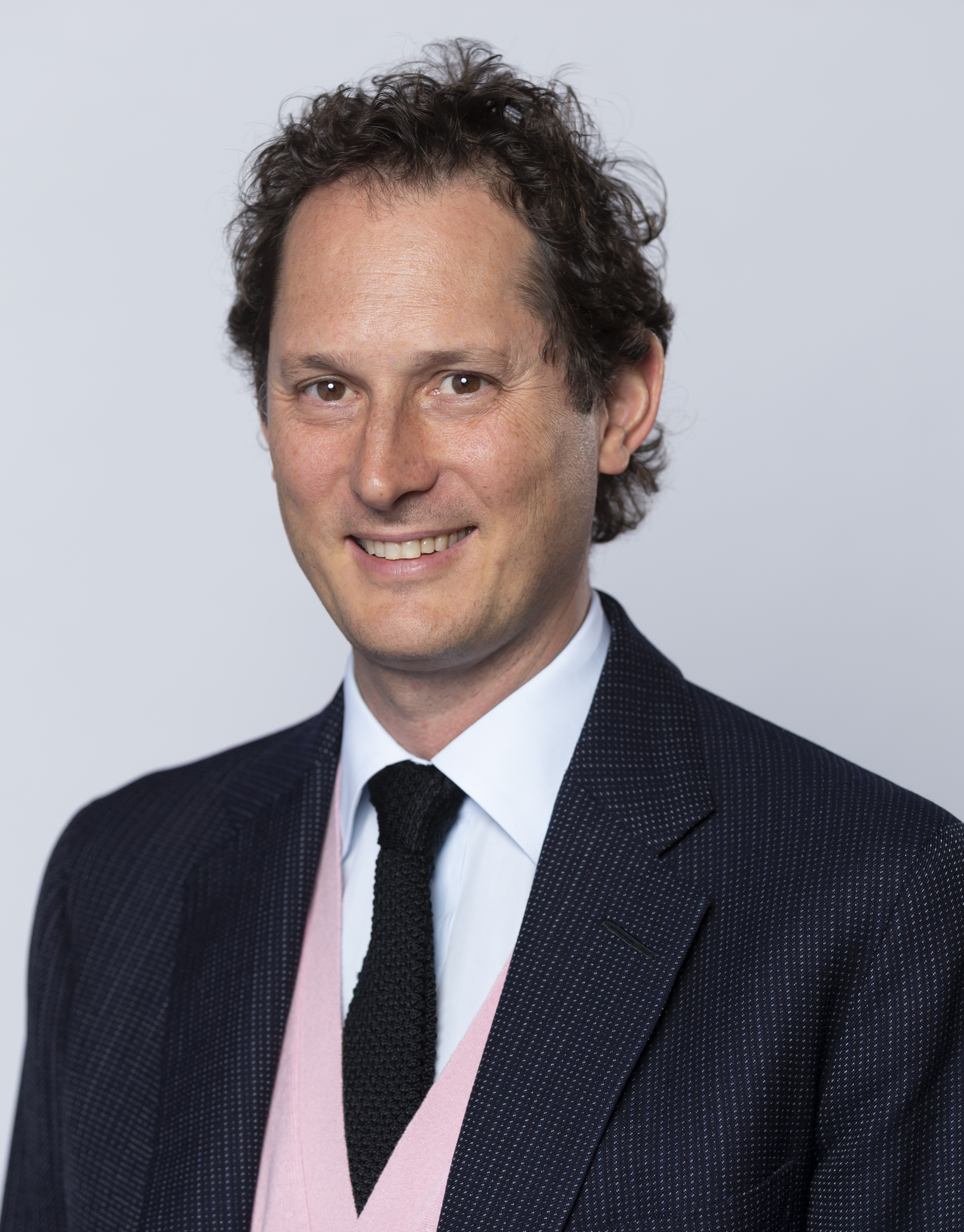
John Elkann, presidente di Stellantis

A seguito delle dimissioni del precedente amministratore delegato Carlos Tavares il 2 dicembre 2024, il gruppo è provvisoriamente gestito dal Comitato Speciale del Consiglio di Amministrazione, composto da nove membri e presieduto dal presidente John Elkann.
In precedenza, il consiglio di amministrazione di Stellantis era composto da undici membri: cinque nominati da FCA e dal suo azionista di riferimento Exor, cinque dagli azionisti di riferimento di PSA e infine dall'amministratore delegato del gruppo, carica attualmente vacante dopo le dimissioni di Tavares, già precedentemente presidente e direttore generale di PSA.
I poteri esecutivi, in precedenza congiunti tra John Elkann (presidente, già presidente esecutivo di FCA e della holding della famiglia Agnelli, Exor) e Tavares (amministratore delegato), sono passati sotto la direzione del Comitato esecutivo. L'intera organizzazione aziendale è articolata come un'organizzazione a matrice.
Presidente (esecutivo)
- John Elkann (dal 16 gennaio 2021)

Amministratore delegato (esecutivo)
- Antonio Filosa (annunciato il 28 maggio 2025, esecutivo dal 23 giugno 2025)[64]

Vicepresidente (non esecutivo)
- Robert Peugeot, già vicepresidente esecutivo di FFP (holding della famiglia Peugeot)[65]

Amministratore indipendente più anziano (non esecutivo)
- Henri de Castries, già amministratore delegato di AXA[65]

Amministratori non esecutivi
- Fiona Clare Cicconi, già direttore delle risorse umane di AstraZeneca fino al 2020 e chief people officer di Google dal gennaio 2021.[65]
- Nicolas Dufourcq
- Ann Frances Godbehere
- Wan Ling Martello, già vicepresidente esecutivo per le zone Africa, Asia e Oceania di Nestlé[65]
- Benoît Ribadeau-Dumas
- Jacques de Saint-Exupéry, già controllore finanziario di PSA Groupe[65]
- Kevin Scott, già direttore tecnico di Microsoft[65]

Direttore finanziario
- Richard Palmer, già direttore finanziario di FCA

### Azionariato
I principali azionisti del gruppo, alla data di conclusione della fusione sono:
- Exor N.V. – 14,4%
- Famiglia Peugeot – 7,2% (con opzione per salire fino all'8,5%)[69]
- Stato francese (attraverso la banca pubblica d'investimento "Bpifrance") – 6,2%
- Dongfeng Motor Corporation – 3.3%
- Tiger Global – 2,4%
- UBS Securities – 1,6%
- The Vanguard Group – 0,96%

I due gruppi hanno annunciato la nascita della nuova società mediante una fusione paritetica, nel dettaglio, si è trattata a livello legale dell'acquisizione per incorporazione di Peugeot (PSA) in Fiat Chrysler Automobiles (FCA), mentre ai fini contabili è avvenuto l'opposto individuando in PSA l'entità acquirente e in FCA quella acquisita.
Secondo quanto previsto dal contratto di fusione nessun azionista può esercitare più del 30% dei diritti di voto espressi in assemblea.

## Critiche
Analisti finanziari, come riportato da MF Milano Finanza e altri, ritengono una vera e propria acquisizione quella di PSA nei confronti di FCA dal momento che cinque membri del consiglio d'amministrazione di Stellantis su dieci sono di provenienza PSA, che l'amministratore delegato di PSA diventa l'attuale numero uno di Stellantis e infine il fatto che ai soci di Fiat-Chrysler viene riconosciuto un premio economico sotto forma di dividendo straordinario. Questo dividendo previsto, a causa della COVID-19, sarà diminuito da 5,5 miliardi di € a 2,6 miliardi di €, con una compensazione in azioni pari a una quota del 46% del totale del flottante azionario di Faurecia, controllata da PSA. Ciò per garantire una fusione alla pari viste le diverse capitalizzazioni dei due gruppi confluenti in Stellantis, visto che PSA paga un premio del 32% per arrivare alla fusione con una composizione azionaria 50-50.
Secondo analisti francesi la situazione è preoccupante per il temuto rischio di ridimensionamenti nei siti produttivi francesi; anche se questi viaggiano al pieno della capacità produttiva al contrario di quelli italiani. Ciò perché la FCA ha contratto un prestito COVID-19 con lo Stato Italiano, che proteggerebbe l'occupazione dei siti italiani. Sebbene il prestito ricevuto da FCA nel 2020, erogato da Banca Intesa Sanpaolo e garantito dalla società pubblica SACE, contenga clausole legate al reinvestimento esclusivamente in Italia dei fondi ricevuti, Fiat in passato ha cessato le attività nello stabilimento siciliano di Termini Imerese negli stessi anni in cui riceveva investimenti pubblici. Il 28 gennaio 2022 Stellantis ha rimborsato in anticipo il prestito garantito da SACE.
Al contrario fonti sindacali italiane lamentano che nel consiglio d'amministrazione di Stellantis non c'è alcun rappresentante dei dipendenti italiani mentre c'è Jacques de Saint-Exupery a rappresentare quelli francesi. Infatti, Fiona Clare Cicconi, nominata da FCA, nominalmente rappresentante dei lavoratori italiani è stata responsabile delle risorse umane di Astrazeneca. I sindacati italiani lamentano che: «Fca ha deciso di fare da sé nell’individuare il componente che dovrebbe, simmetricamente a quello già presente in Psa, rappresentare i lavoratori in Stellantis».
Sono state espresse critiche anche sulla presenza in Stellantis, come azionista, dello Stato Francese attraverso la banca pubblica "Bpifrance". Questo potrebbe rappresentare una forte tutela a favore del mantenimento dei posti di lavoro e degli stabilimenti in Francia, a danno delle controparti italiane che invece non sono rappresentate all'interno dell'azionariato da un soggetto riconducibile allo Stato Italiano.
È rilevante il fatto che Stellantis ha circa 400 000 dipendenti che producono 8,7 milioni di veicoli all'anno (8,1 nel 2019), mentre al confronto, la General Motors impiega 180 000 dipendenti per produrre 8,4 milioni di unità. Nel luglio 2020 FCA ha inviato una lettera ai propri fornitori chiedendo di interrompere le attività di sviluppo sulla componentistica da destinare a modelli di segmento B. Secondo alcuni osservatori la ricerca di economie di scala, dichiarato dalle parti come obiettivo della fusione, e la decisione di puntare sulle piattaforme del Gruppo PSA per il lancio di nuovi modelli potrebbe avere ripercussioni negative sull'indotto italiano.
L'IG Metall ha espresso la preoccupazione circa possibili tagli di posti di lavoro in Opel.

## Marchi
Attivi
- Abarth
- Alfa Romeo
- Chrysler
- Citroën
- Dodge
- DS Automobiles
- FIAT
- Fiat Professional
- Jeep
- Lancia
- Maserati
- Opel
- Peugeot
- Ram Trucks
- Vauxhall Motors

Dismessi
- American Motors
- Autobianchi
- Barreiros
- Commer
- DeSoto
- Eagle
- Fargo Trucks
- Hillman
- Humber
- Imperial
- Innocenti
- Karrier
- Panhard
- OPC
- Plymouth
- Rootes
- SIMCA
- Singer
- SRT
- Sunbeam
- Talbot
- Valiant